# 政屏县
政屏县（1936年6月—1937年7月）是闽东革命根据地的一个县，行政中心在今福建省宁德市屏南县。
1936年6月，中共闽东特委到屏南组织建立中共政屏县委，同时建立政屏县革命委员会（又称政屏县苏维埃政府），张发祯为主席。取政和、屏南二县首字为名。治屏南岩后村。1937年7月革命委员会解散，但政屏县委继续运作。1941年，中共政屏县委改组为中共周政屏县委，取周墩（今周宁县）、政和、屏南三地首字为名，先后隶属于闽东特委和闽东地委，一直存在到1949年7月。